# جاي إل. ويلكينسون
جاي إل. ويلكينسون (بالإنجليزية: J. L. Wilkinson)‏ هو لاعب كرة قاعدة أمريكي، ولد في 14 مايو 1878 في ألجونا في الولايات المتحدة، وتوفي في 21 أغسطس 1964 في كانساس سيتي في الولايات المتحدة.

## روابط خارجية
- جاي إل. ويلكينسون على موقع قاعة مشاهير كرة القاعدة (الإنجليزية)
- جاي إل. ويلكينسون على موقع قاعة آيوا للمشاهير الرياضية (الإنجليزية)